# Devolver Digital
A GHI Media, LLC, kereskedelmi nevén Devolver Digital egy amerikai videójáték-kiadó és filmforgalmazó cég, amely elsősorban a Serious Sam sorozat révén ismert. Az austini székhelyű céget Mike Wilson, Harry Miller és Rick Stults, a Gathering of Developers és a Gamecock alapítói hozták létre. A független videójáték szcéna pártfogolása mellett a cég figyelme is a független fejlesztőkkel való gondoskodó kapcsolat irányába fordult. A 2013-as SXSW fesztiválon a Devolver bejelentette, hogy a cég Devolver Digital Films néven filmforgalmazói ágazatot kíván létrehozni.

## A cég történelme

### Áttérés a független játékok forgalmazására
A Serious Sam 3 megjelenése után a Devolver azzal a gondolattal kísérletezett, miszerint a független videójáték-fejlesztők felé fordítja figyelmét. A Serious Sam sorozatot próbapadként használva a Devolver a független Vlambeerrel együttműködve létrehozta a Serious Sam: The Random Encounter című játékot. Azóta a Devolver továbbra is folytatta a független fejlesztők felé irányuló gondoskodó megközelítését, aminek eredményeként többek között megjelentették a Dennaton Games Hotline Miami című játékát. A játék kritikai elismerésben részesült, számos „év legjobbjai” listán is szerepelt. 2013 februárjáig a Hotline Miamiból több, mint 300 000 példányt adtak el. A Hotline Miami 2013 júniusában a Sony PlayStation 3 és PlayStation Vita konzoljaira is megjelent. A Devolver fogja megjelentetni a Vlambeer Luftrausers című shoot ’em up játékát is.

### Terjeszkedés a filmipar felé
A 2013-as SXSW fesztiválon Mike Wilson és Andie Grace bejelentette a Devolver Digital Films létrejöttét. Az ágazatot a független filmkészítők támogatásának hiányára hivatkozva hozták létre.

## Megjelentetett játékaik
| Év   | Cím                                    | Fejlesztő                        | Műfaj                                        | Platform                                                                                |
| ---- | -------------------------------------- | -------------------------------- | -------------------------------------------- | --------------------------------------------------------------------------------------- |
| 2009 | Serious Sam HD: The First Encounter    | Croteam                          | First-person shooter                         | Microsoft Windows, Xbox 360                                                             |
| 2010 | Serious Sam HD: The Second Encounter   | Croteam                          | First-person shooter                         | Microsoft Windows, Xbox 360                                                             |
| 2010 | Serious Sam HD: Gold Edition           | Croteam                          | First-person shooter                         | Microsoft Windows, Xbox 360                                                             |
| 2011 | Serious Sam Double D                   | Mommy’s Best Games               | Shooter                                      | Microsoft Windows                                                                       |
| 2011 | Serious Sam: Kamikaze Attack!          | Be-Rad Entertainment             | Akció                                        | Microsoft Windows, iOS, Android                                                         |
| 2011 | Serious Sam: The Random Encounter      | Vlambeer                         | Akció-szerepjáték                            | Microsoft Windows                                                                       |
| 2011 | Serious Sam 3: BFE                     | Croteam                          | First-person shooter                         | Microsoft Windows, OS X, Linux, Xbox 360, PlayStation 3, Android                        |
| 2012 | Serious Sam: The Greek Encounter       | Eric Ruth Games                  | Akció, top-down shooter                      | Microsoft Windows                                                                       |
| 2012 | Hotline Miami                          | Dennaton Games Abstraction Games | Akció, top-down shooter                      | Microsoft Windows, OS X, Linux, PlayStation 3, PlayStation 4, PlayStation Vita, Android |
| 2013 | Serious Sam Double D XXL               | Mommy’s Best Games               | Side-scrolling shooter                       | Microsoft Windows, Xbox 360                                                             |
| 2013 | Duke Nukem 3D: Megaton Edition         | 3D Realms General Arcade         | First-person shooter                         | Microsoft Windows, OS X, Linux, PlayStation 3, PlayStation Vita                         |
| 2013 | Dungeon Hearts                         | Cube Roots                       | Logikai, akció-szerepjáték                   | Microsoft Windows, OS X, Linux, iOS                                                     |
| 2013 | Shadow Warrior Classic Redux           | 3D Realms General Arcade         | First-person shooter                         | Microsoft Windows, OS X, Linux                                                          |
| 2013 | Foul Play                              | Mediatonic                       | Beat ’em up, akció-kalandjáték               | Microsoft Windows, OS X, Linux, Xbox 360, PlayStation 4, PlayStation Vita               |
| 2013 | Shadow Warrior                         | Flying Wild Hog                  | First-person shooter                         | Microsoft Windows, OS X, Linux, PlayStation 4, Xbox One                                 |
| 2013 | Viscera Cleanup Detail: Shadow Warrior | RuneStorm                        | Szimuláció                                   | Microsoft Windows                                                                       |
| 2013 | Defense Technica                       | Kuno Interactive                 | Valós idejű stratégia                        | Microsoft Windows, OS X                                                                 |
| 2014 | Luftrausers                            | Vlambeer                         | Shoot ’em up                                 | Microsoft Windows, OS X, Linux, PlayStation 3, PlayStation Vita, Android                |
| 2014 | Serious Sam Classics: Revolution       | Croteam Alligator Pit            | First-person shooter                         | Microsoft Windows                                                                       |
| 2014 | Always Sometimes Monsters              | Vagabond Dog                     | Kaland, szerepjáték                          | Microsoft Windows, OS X, Linux, iOS, Android                                            |
| 2014 | Dungeon Hearts Blitz                   | Tangent                          | Logikai, akció-szerepjáték                   | iOS, Android                                                                            |
| 2014 | OlliOlli                               | Roll7                            | Sport                                        | Microsoft Windows, OS X, Linux, Android                                                 |
| 2014 | Gods Will Be Watching                  | Deconstructeam                   | Point-and-click kaland, logikai              | Microsoft Windows, OS X, Linux, iOS, Android                                            |
| 2014 | The Expendabros                        | Free Lives                       | Run-and-gun platform                         | Microsoft Windows, OS X                                                                 |
| 2014 | Hatoful Boyfriend                      | PigeoNation Inc. Mediatonic      | Nakige, randiszimulátor, otome               | Microsoft Windows, OS X, Linux, PlayStation 4, PlayStation Vita, iOS, Android           |
| 2014 | Heavy Bullets                          | Terri Vellmann                   | First-person shooter, roguelike              | Microsoft Windows, OS X, Linux                                                          |
| 2014 | Sigils of Elohim                       | Croteam                          | Logikai                                      | Microsoft Windows, OS X, Linux, iOS, Android                                            |
| 2014 | Cosmic DJ                              | GL33k                            | Ritmus                                       | Microsoft Windows, OS X, iOS                                                            |
| 2014 | The Talos Principle                    | Croteam                          | Logikai                                      | Microsoft Windows, OS X, Linux, PlayStation 4, Android                                  |
| 2014 | Fork Parker’s Holiday Profit Hike      | Dodge Roll                       | Akció-kalandjáték                            | Microsoft Windows, OS X                                                                 |
| 2015 | Breach & Clear: Deadline               | Mighty Rabbit Studios Gun Media  | Körökre osztott stratégia, akció-szerepjáték | Microsoft Windows, OS X, Linux                                                          |
| 2015 | Hotline Miami 2: Wrong Number          | Dennaton Games Abstraction Games | Akció, top-down shooter                      | Microsoft Windows, OS X, Linux, PlayStation 3, PlayStation 4, PlayStation Vita, Android |
| 2015 | Titan Souls                            | Acid Nerve                       | Akció-kalandjáték                            | Microsoft Windows, OS X, PlayStation 4, PlayStation Vita, Android                       |
| 2015 | Not A Hero                             | Roll7                            | Shooter, akció                               | Microsoft Windows, OS X, Linux, PlayStation 4, Android                                  |
| 2015 | Ronin                                  | Tomasz Wacławek                  | Körökre osztott stratégia, akció, platformer | Microsoft Windows, OS X, Linux, PlayStation 4, PlayStation Vita                         |
| 2015 | OlliOlli2: Welcome to Olliwood         | Roll7                            | Sport                                        | Microsoft Windows, OS X, Linux, Android                                                 |
| 2015 | Dropsy                                 | Tendershoot A Jolly Corpse       | Point-and-click kaland                       | Microsoft Windows, OS X, Linux, iOS, Android                                            |
| 2015 | A Fistful of Gun                       | FarmerGnome                      | Shoot ’em up, akció                          | Microsoft Windows                                                                       |
| 2015 | Broforce                               | Free Lives                       | Run-and-gun platform                         | Microsoft Windows, OS X, Linux, PlayStation 4                                           |
| 2015 | Downwell                               | Moppin                           | Shooter, roguelike, platform                 | Microsoft Windows, iOS, Android, PlayStation 4, PlayStation Vita                        |
| 2015 | Pathologic Classic HD                  | Ice-Pick Lodge General Arcade    | Kaland, túlélő, szerepjáték                  | Microsoft Windows                                                                       |
| 2015 | Hatoful Boyfriend: Holiday Star        | PigeoNation Inc. Mediatonic      | Nakige, randiszimulátor, otome               | Microsoft Windows, OS X, Linux, PlayStation 4, PlayStation Vita                         |
| 2016 | Block'hood                             | Plethora-Project LLC             | Szimuláció                                   | Microsoft Windows, OS X, Linux                                                          |
| 2016 | #SelfieTennis                          | VRUnicorns                       | Sport                                        | Microsoft Windows                                                                       |
| 2016 | Enter the Gungeon                      | Dodge Roll                       | Bullet hell, roguelike                       | Microsoft Windows, OS X, Linux, PlayStation 4                                           |
| 2016 | OmniBus                                | Buddy Cops, LLC                  | Akció, platform                              | Microsoft Windows, OS X, Linux                                                          |
| 2016 | Reigns                                 | Nerial                           | Kaland                                       | Microsoft Windows, OS X, Linux, iOS, Android                                            |
| 2016 | Okhlos                                 | Coffee Powered Machine           | Akció, roguelike                             | Microsoft Windows, OS X, Linux                                                          |
| 2016 | Mother Russia Bleeds                   | Le Cartel Studio                 | Beat ’em up, akció-kalandjáték               | Microsoft Windows, OS X, Linux, PlayStation 4                                           |
| 2016 | Shadow Warrior 2                       | Flying Wild Hog                  | First-person shooter                         | Microsoft Windows, OS X, Linux, PlayStation 4, Xbox One                                 |
| 2016 | Serious Sam VR: The Last Hope          | Croteam                          | First-person shooter                         | Microsoft Windows                                                                       |
| 2016 | Noct                                   | C3SK                             | Túlélőhorror, akció, shoot ’em up            | Microsoft Windows, OS X, Linux                                                          |
| 2016 | #SkiJump                               | VRUnicorns                       | Sport                                        | Microsoft Windows                                                                       |
| 2016 | Sometimes Always Monsters              | Vagabond Dog                     | Kaland, szerepjáték                          | Microsoft Windows                                                                       |
| 2016 | Sub Rosa                               | Cryptic Sea                      | First-person shooter                         | Microsoft Windows, OS X, Linux                                                          |
| 2016 | Gassy Mob                              | Flee Punk                        | Kaland                                       | iOS, Android                                                                            |
| 2016 | Paradise Never                         | Kitty Lambda Games               | Akció-szerepjáték                            | Microsoft Windows, OS X, Linux                                                          |
| 2016 | Ruiner                                 | Reikon Games                     | Akció, top-down shooter                      | Microsoft Windows, OS X, Linux                                                          |
| 2017 | Crossing Souls                         | Fourattic                        | Beat ’em up, akció-kalandjáték               | Microsoft Windows, OS X, Linux, PlayStation 4, PlayStation Vita                         |
| 2017 | Strafe                                 | Pixel Titans                     | First-person shooter                         | Microsoft Windows, OS X                                                                 |
| 2017 | Eitr                                   | Eneme Entertainment              | Akció-szerepjáték                            | Microsoft Windows, OS X, Linux, PlayStation 4                                           |
| 2017 | Absolver                               | Sloclap                          | Akció-szerepjáték                            | Microsoft Windows, OS X, Linux, PlayStation 4, Xbox One                                 |
| 2020 | Fall Guys: Ultimate Knockout           | Mediatonic                       | Party                                        | Microsoft Windows, Playstation 4                                                        |
| 2020 | Serious Sam 4                          | Croteam                          | First-person shooter                         | Microsoft Windows                                                                       |
| TBA  | The Talos Principle 2                  | Croteam                          | Logikai                                      | ?                                                                                       |

### Felvásárlások
| Felvásárlás | Eredeti megjelenés | Cím                                             | Fejlesztő                     | Műfaj                                        | Platform                       |
| ----------- | ------------------ | ----------------------------------------------- | ----------------------------- | -------------------------------------------- | ------------------------------ |
| 2010        | 2001               | Serious Sam Classic: The First Encounter        | Croteam                       | First-person shooter                         | Microsoft Windows              |
| 2010        | 2002               | Serious Sam Classic: The Second Encounter       | Croteam                       | First-person shooter                         | Microsoft Windows              |
| 2011        | 2005               | Serious Sam 2                                   | Croteam                       | First-person shooter                         | Microsoft Windows              |
| 2013        | 1997               | Shadow Warrior Classic                          | 3D Realms                     | First-person shooter                         | Microsoft Windows, OS X        |
| 2013        | 2006               | Marc Eckō’s Getting Up: Contents Under Pressure | The Collective General Arcade | Beat ’em up, akció-kalandjáték               | Microsoft Windows              |
| 2015        | 2014               | Breach & Clear                                  | Mighty Rabbit Studios         | Körökre osztott stratégia, akció-szerepjáték | Microsoft Windows, OS X, Linux |